# 村狼蛛
村狼蛛（学名：Lycosa ruberta）为狼蛛科狼蛛属的动物。在中国大陆，分布于青海、西藏等地。该物种的模式产地在青海。